# Miloš Tichý
Pour les articles homonymes, voir Tichý.
Miloš Tichý, né en 1966, est un astronome tchèque.

## Biographie
Miloš Tichý est marié à l'astronome Jana Tichá, avec laquelle il travaille à l'observatoire Kleť.
Il a découvert la comète périodique 196P/Tichý (P/2000 U6).
L'astéroïde (3337) Miloš porte son nom.
D'après le Centre des planètes mineures, il a découvert 239 astéroïdes, dont 54 seul et les autres avec un co-découvreur, dont sa femme, entre 1994 et 2004.

## Astéroïdes découverts
| (6426) Vanýsek            | 2 mars 1995       |                 |
| (6802) Černovice          | 24 octobre 1995   |                 |
| (6928) Lanna              | 11 octobre 1994   |                 |
| (7359) Messier            | 16 janvier 1996   |                 |
| (7440) Závist             | 1er mars 1995     |                 |
| (7441) Láska              | 30 juillet 1995   | avec J. Tichá   |
| (7495) Feynman            | 22 novembre 1995  | avec Z. Moravec |
| (7496) Miroslavholub      | 27 novembre 1995  |                 |
| (7532) Pelhřimov          | 22 octobre 1995   |                 |
| (7669) Malše              | 4 août 1995       | avec Z. Moravec |
| (7791) Ebicykl            | 1er mars 1995     |                 |
| (7846) Setvák             | 16 janvier 1996   |                 |
| (8048) Andrle             | 22 février 1995   | avec Z. Moravec |
| (8222) Gellner            | 22 juillet 1996   | avec Z. Moravec |
| (8554) Gabreta            | 25 mai 1995       |                 |
| (8572) Nijo               | 19 octobre 1996   | avec J. Tichá   |
| (8740) Václav             | 12 janvier 1998   | avec Z. Moravec |
| (9102) Foglar             | 12 décembre 1996  | avec Z. Moravec |
| (9224) Železný            | 10 janvier 1996   | avec Z. Moravec |
| (9884) Příbram            | 12 octobre 1994   | avec Z. Moravec |
| (10170) Petrjakeš         | 22 février 1995   | avec Z. Moravec |
| (10205) Pokorný           | 7 août 1997       | avec Z. Moravec |
| (10213) Koukolík          | 10 septembre 1997 | avec Z. Moravec |
| (10234) Sixtygarden       | 27 décembre 1997  | avec J. Tichá   |
| (10403) Marcelgrün        | 22 novembre 1997  | avec J. Tichá   |
| (10577) Jihčesmuzeum      | 2 mai 1995        |                 |
| (10872) Vaculík           | 12 octobre 1996   | avec J. Tichá   |
| (11124) Mikulášek         | 14 octobre 1996   | avec Z. Moravec |
| (11128) Ostravia          | 3 novembre 1996   | avec J. Tichá   |
| (11134) České Budějovice  | 4 décembre 1996   | avec Z. Moravec |
| (11141) Jindrawalter      | 12 janvier 1997   | avec J. Tichá   |
| (11144) Radiocommunicata  | 2 février 1997    | avec J. Tichá   |
| (11338) Schiele           | 13 octobre 1996   | avec J. Tichá   |
| (11339) Orlík             | 13 novembre 1996  | avec Z. Moravec |
| (11656) Lipno             | 6 mars 1997       | avec Z. Moravec |
| (12406) Zvíkov            | 25 septembre 1995 | avec Z. Moravec |
| (12448) Mr. Tompkins      | 12 décembre 1996  | avec Z. Moravec |
| (12833) Kamenný Újezd     | 2 février 1997    | avec J. Tichá   |
| (13229) Échion            | 2 novembre 1997   | avec J. Tichá   |
| (13681) Monty Python      | 7 août 1997       | avec Z. Moravec |
| (13792) Kuščynskyj        | 7 novembre 1998   | avec J. Tichá   |
| (13804) Hrazany           | 9 décembre 1998   | avec Z. Moravec |
| (14068) Hauserová         | 21 avril 1996     | avec J. Tichá   |
| (14190) Soldán            | 15 décembre 1998  | avec Z. Moravec |
| (14206) Sehnal            | 15 février 1999   | avec Z. Moravec |
| (14537) Týn nad Vltavou   | 10 septembre 1997 | avec Z. Moravec |
| (14948) Bartuška          | 16 janvier 1996   | avec J. Tichá   |
| (14974) Počátky           | 22 septembre 1997 |                 |
| (15374) Teta              | 16 janvier 1997   | avec Z. Moravec |
| (15399) Hudec             | 2 novembre 1997   | avec J. Tichá   |
| (15890) Prachatice        | 3 avril 1997      | avec Z. Moravec |
| (15960) Hluboká           | 2 février 1998    | avec Z. Moravec |
| (16083) Jorvik            | 12 octobre 1999   | avec J. Tichá   |
| (16742) Zink              | 21 juin 1996      | avec J. Tichá   |
| (16781) Renčín            | 12 décembre 1996  | avec Z. Moravec |
| (16794) Cucullia          | 2 février 1997    | avec J. Tichá   |
| (17607) Táborsko          | 2 octobre 1995    | avec Z. Moravec |
| (17608) Terezín           | 12 octobre 1995   |                 |
| (17694) Jiránek           | 4 mars 1997       | avec Z. Moravec |
| (17805) Švestka           | 30 mars 1998      | avec Z. Moravec |
| (18456) Mišík             | 8 mars 1995       | avec J. Tichá   |
| (18497) Nevězice          | 11 juin 1996      | avec Z. Moravec |
| (18531) Strakonice        | 4 décembre 1996   | avec Z. Moravec |
| (18841) Hruška            | 6 septembre 1999  | avec J. Tichá   |
| (19384) Winton            | 6 février 1998    | avec J. Tichá   |
| (20164) Janzajíc          | 9 novembre 1996   | avec J. Tichá   |
| (20187) Janapittichová    | 9 novembre 1996   |                 |
| (20364) Zdeněkmiler       | 20 mai 199        | avec Z. Moravec |
| (21270) Otokar            | 19 juillet 1996   | avec J. Tichá   |
| (21290) Vydra             | 9 novembre 1996   | avec Z. Moravec |
| (21602) Ialmène           | 17 décembre 1998  | avec Z. Moravec |
| (21785) Méchain           | 21 septembre 1999 |                 |
| (21873) Jindřichůvhradec  | 29 octobre 1999   | avec J. Tichá   |
| (22442) Blaha             | 14 octobre 1996   | avec J. Tichá   |
| (22450) Nové Hrady        | 3 novembre 1996   | avec J. Tichá   |
| (22465) Karelanděl        | 15 janvier 1997   | avec Z. Moravec |
| (22503) Thalpios          | 7 octobre 1997    | avec Z. Moravec |
| (22618) Silva Nortica     | 28 mai 1998       |                 |
| (23650) Čvančara          | 7 février 1997    |                 |
| (24837) Mšecké Žehrovice  | 22 octobre 1995   |                 |
| (24838) Abilunon          | 23 octobre 1995   |                 |
| (25258) Nathaniel         | 7 novembre 1998   | avec J. Tichá   |
| (25340) Segovesos         | 10 septembre 1999 | avec Z. Moravec |
| (25434) Westonia          | 29 novembre 1999  |                 |
| (26314) Škvorecký         | 16 octobre 1998   | avec J. Tichá   |
| (26328) Litomyšl          | 18 novembre 1998  | avec Z. Moravec |
| (26340) Evamarková        | 13 décembre 1998  | avec J. Tichá   |
| (26969) Biver             | 20 septembre 1997 | avec J. Tichá   |
| (26971) Sezimovo Ústí     | 25 septembre 1997 | avec Z. Moravec |
| (27087) Tillmannmohr      | 24 octobre 1998   | avec J. Tichá   |
| (28220) York              | 28 décembre 1998  | avec J. Tichá   |
| (29401) Astérix           | 1er octobre 1996  | avec Z. Moravec |
| (29402) Obélix            | 14 octobre 1996   | avec Z. Moravec |
| (29477) Zdíkšíma          | 31 octobre 1997   | avec J. Tichá   |
| (29555) MACEK             | 18 février 1998   | avec Z. Moravec |
| (29668) Ipf               | 9 décembre 1998   |                 |
| (29738) Ivobudil          | 23 janvier 1999   | avec J. Tichá   |
| (31109) Janpalouš         | 14 août 1999      | avec Z. Moravec |
| (31124) Slavíček          | 22 septembre 1997 |                 |
| (31232) Slavonice         | 1er février 1998  | avec J. Tichá   |
| (31238) Kroměříž          | 21 février 1998   | avec J. Tichá   |
| (33061) Václavmorava      | 2 novembre 1997   | avec J. Tichá   |
| (35233) Krčín             | 26 mai 1995       | avec J. Tichá   |
| (35239) Ottoseydl         | 25 septembre 1995 | avec Z. Moravec |
| (35268) Panoramix         | 19 août 1996      |                 |
| (35269) Idéfix            | 21 août 1996      | avec J. Tichá   |
| (35445) 1998 CY           | 5 février 1998    | avec Z. Moravec |
| (35446) Stáňa             | 6 février 1998    | avec J. Tichá   |
| (35977) Lexington         | 3 juillet 1999    | avec J. Tichá   |
| (35978) Arlington         | 5 juillet 1999    | avec J. Tichá   |
| (36035) Petrvok           | 6 août 1999       | avec J. Tichá   |
| (37699) Santini-Aichl     | 13 janvier 1996   | avec J. Tichá   |
| (37736) Jandl             | 15 novembre 1996  | avec J. Tichá   |
| (38246) Palupín           | 14 août 1999      | avec J. Tichá   |
| (40206) Lhenice           | 26 septembre 1998 | avec J. Tichá   |
| (40230) Rožmberk          | 14 octobre 1998   |                 |
| (43954) Chýnov            | 7 février 1997    | avec Z. Moravec |
| (43971) Gabzdyl           | 8 avril 1997      | avec Z. Moravec |
| (44031) 1998 CO           | 3 février 1998    | avec Z. Moravec |
| (44530) Horáková          | 25 décembre 1998  | avec J. Tichá   |
| (44597) Thoreau           | 6 août 1999       | avec J. Tichá   |
| (45299) Stivell           | 6 janvier 2000    |                 |
| (46692) Taormina          | 2 février 1997    | avec J. Tichá   |
| (47144) Faulkes           | 7 août 1999       | avec J. Tichá   |
| (47294) Blanský les       | 28 novembre 1999  | avec J. Tichá   |
| (48638) Trebic            | 3 octobre 1995    |                 |
| (48794) Stolzová          | 5 octobre 1997    | avec J. Tichá   |
| (48844) Bellovesos        | 18 février 1998   | avec Z. Moravec |
| (50413) Petrginz          | 27 février 2000   | avec J. Tichá   |
| (52665) Brianmay          | 30 janvier 1998   | avec J. Tichá   |
| (53093) La Orotava        | 28 décembre 1998  | avec J. Tichá   |
| (55082) Xlendi            | 25 août 2001      | avec J. Tichá   |
| (56329) Tarxien           | 28 novembre 1999  | avec J. Tichá   |
| (56422) Mnajdra           | 2 avril 2000      | avec J. Tichá   |
| (58424) Jamesdunlop       | 22 février 1996   | avec Z. Moravec |
| (58607) Wenzel            | 19 octobre 1997   | avec J. Tichá   |
| (58608) Geroldrichter     | 22 octobre 1997   |                 |
| (58664) IYAMMIX           | 21 décembre 1997  | avec J. Tichá   |
| (58682) Alenašolcová      | 10 janvier 1998   | avec J. Tichá   |
| (59001) Senftenberg       | 26 septembre 1998 | avec J. Tichá   |
| (59830) Reynek            | 10 septembre 1999 | avec J. Tichá   |
| (60423) Chvojen           | 4 février 2000    |                 |
| (60669) Georgpick         | 7 avril 2000      |                 |
| (61208) Stonařov          | 30 juillet 2000   | avec J. Tichá   |
| (65895) 1998 CP           | 3 février 1998    | avec Z. Moravec |
| (66934) Kálalová          | 26 novembre 1999  | avec J. Tichá   |
| (70409) Srnín             | 21 septembre 1999 |                 |
| (70679) Urzidil           | 30 octobre 1999   | avec J. Tichá   |
| (70936) Kámen             | 28 novembre 1999  | avec J. Tichá   |
| (74024) Hrabě             | 23 avril 1998     | avec J. Tichá   |
| (74370) Kolářjan          | 9 décembre 1998   | avec J. Tichá   |
| (75223) Wupatki           | 28 novembre 1999  | avec J. Tichá   |
| (76628) Kozí Hrádek       | 22 avril 2000     | avec J. Tichá   |
| (79354) Brundibár         | 16 janvier 1997   | avec J. Tichá   |
| (79477) 1998 CN           | 3 février 1998    | avec Z. Moravec |
| (85328) 1995 PA           | 1er août 1995     | avec Z. Moravec |
| (85389) Rosenauer         | 22 août 1996      | avec J. Tichá   |
| (85516) Vaclík            | 2 novembre 1997   | avec J. Tichá   |
| (85573) 1998 CE           | 1er février 1998  | avec J. Tichá   |
| (85574) 1998 CG           | 1er février 1998  | avec J. Tichá   |
| (87097) Lomaki            | 7 juin 2000       | avec J. Tichá   |
| (90892) Betlémská kaple   | 16 janvier 1997   |                 |
| (90926) Stáhalík          | 22 septembre 1997 |                 |
| (91006) Fleming           | 28 janvier 1998   | avec Z. Moravec |
| (91007) Ianfleming        | 30 janvier 1998   | avec J. Tichá   |
| (92213) Kalina            | 5 janvier 2000    |                 |
| (100719) 1998 BU26        | 29 janvier 1998   | avec Z. Moravec |
| (100728) 1998 CK          | 2 février 1998    | avec Z. Moravec |
| (100729) 1998 CX          | 5 février 1998    | avec Z. Moravec |
| (100732) Blankavalois     | 19 février 1998   |                 |
| (100733) Annafalcká       | 18 février 1998   |                 |
| (100734) Annasvídnická    | 18 février 1998   |                 |
| (100735) AlPomořanská     | 19 février 1998   | avec J. Tichá   |
| (101721) Emanuelfritsch   | 13 mars 1999      | avec J. Tichá   |
| (118214) Agnesediboemia   | 12 janvier 1996   | avec J. Tichá   |
| (118254) 1998 CU          | 4 février 1998    | avec Z. Moravec |
| (120643) Rudimandl        | 10 septembre 1996 |                 |
| (121089) Vyšší Brod       | 24 mars 1999      |                 |
| (128242) 2003 SF171       | 27 septembre 2003 |                 |
| (129595) Vand             | 2 novembre 1997   | avec J. Tichá   |
| (133077) Jirsík           | 4 mai 2003        | avec J. Tichá   |
| (136666) Seidel           | 17 septembre 1995 | avec J. Tichá   |
| (136825) Slawitschek      | 26 septembre 1997 | avec J. Tichá   |
| (138979) Černice          | 14 février 2001   |                 |
| (145768) Petiška          | 12 août 1997      | avec Z. Moravec |
| (152660) 1998 CW          | 5 février 1998    | avec Z. Moravec |
| (152750) Brloh            | 21 janvier 1999   | avec J. Tichá   |
| (159380) 1998 CV          | 4 février 1998    | avec Z. Moravec |
| (160027) 1997 UN1         | 23 octobre 1997   | avec Z. Moravec |
| (161259) 2003 FN6         | 26 mars 2003      | avec M. Kočer   |
| (167073) 2003 RG14        | 15 septembre 2003 |                 |
| (171588) Náprstek         | 26 novembre 1999  | avec J. Tichá   |
| (172412) 2003 DC13        | 26 février 2003   | avec M. Kočer   |
| (190333) Jirous           | 23 septembre 1998 |                 |
| (192439) Cílek            | 1er novembre 1997 |                 |
| (196298) 2003 FQ          | 22 mars 2003      | avec J. Tichá   |
| (197871) 2004 RD8         | 6 septembre 2004  |                 |
| (200104) 1995 SD          | 16 septembre 1995 |                 |
| (213772) 2003 DF13        | 27 février 2003   | avec M. Kočer   |
| (213784) 2003 FY4         | 25 mars 2003      |                 |
| (215606) 2003 SF36        | 17 septembre 2003 | avec J. Tichá   |
| (223225) 2003 DW7         | 25 février 2003   | avec J. Tichá   |
| (226317) 2003 DJ13        | 27 février 2003   | avec M. Kočer   |
| (230667) 2003 SZ200       | 25 septembre 2003 | avec J. Tichá   |
| (231698) 1998 QC2         | 19 août 1998      | avec Z. Moravec |
| (235030) 2003 FO6         | 26 mars 2003      | avec M. Kočer   |
| (259308) 2003 FY1         | 23 mars 2003      | avec J. Tichá   |
| (259309) 2003 FB2         | 23 mars 2003      | avec J. Tichá   |
| (259384) 2003 JX10        | 4 mai 2003        | avec J. Tichá   |
| (259481) 2003 SY200       | 25 septembre 2003 | avec J. Tichá   |
| (275528) 1998 CM          | 3 février 1998    | avec Z. Moravec |
| (298349) 2003 JW10        | 4 mai 2003        | avec J. Tichá   |
| (306234) 2011 QT64        | 27 février 2003   | avec M. Kočer   |
| (307562) 2003 FX1         | 23 mars 2003      | avec J. Tichá   |
| (313625) 2003 RH14        | 15 septembre 2003 |                 |
| (334704) 2003 FM6         | 26 mars 2003      | avec M. Kočer   |
| (338537) 2003 SX4         | 16 septembre 2003 |                 |
| (350509) Vepřoknedlozelo  | 14 janvier 2000   |                 |
| (382764) 2003 QP10        | 22 août 2003      | avec J. Tichá   |
| (393568) 2003 JY10        | 4 mai 2003        | avec J. Tichá   |
| (416251) 2003 EQ          | 5 mars 2003       | avec M. Kočer   |
| (461419) 2001 UH1         | 16 octobre 2001   |                 |
| (464743) Stanislavkomárek | 6 août 2003       |                 |
| (474470) 2003 SA201       | 25 septembre 2003 | avec J. Tichá   |